# تايكي تاموكاي
تايكي تاموكاي (باليابانية: 田向 泰輝) (مواليد 24 مارس 1992)، هو لاعب كرة قدم ياباني سابق كان يلعب كمدافع.

## وصلات خارجية
- تايكي تاموكاي على موقع رابطة كرة القدم اليابانية للمحترفين (اليابانية)
- تايكي تاموكاي على موقع قاعدة بيانات كرة القدم.إي يو (الإنجليزية)
- تايكي تاموكاي على موقع Soccerway.com (الإنجليزية)
- تايكي تاموكاي على موقع عالم كرة القدم.نت (الإنجليزية)